# Asgar Karamat Ali
Asgar Karamat Ali (Paramaribo, 22 februari 1907 - aldaar, 7 april 1958) was voorzitter van de Jamiatul Ulama van de Surinaamse Islamitische Vereniging, oprichter van het bioscoopbedrijf de "NV Gebroeders Karamat Ali".
Asgar Karamat Ali werd vooral bekend als lid van de Staten van Suriname, oprichter en voorzitter van de eerste Surinaamse politieke partij, de Moeslim Partij en als deelnemer aan de Eerste Ronde Tafel Conferentie in Den Haag. Tijdens deze conferentie is onder andere voor het eerst gesproken over de onafhankelijkheid van Suriname.
Zijn vader, Krama, was ziekenoppasser in het bedrijfsziekenhuis van de suikeronderneming Mariënburg en zijn moeder, een Brits-Indisch immigrante, was rietkapster op die plantage. Krama Karamat Ali beheerste al heel vroeg de Nederlandse taal en werd benoemd als tolk in de Hindoestaanse- en Bengaalse talen bij het departement van Binnenlandse zaken in Paramaribo. Als leider van alle Brits-Indische immigranten (hindoes en moslims) droeg hij de eervolle titel Sardar. Sardar Karamat Ali was mede-oprichter van de Surinaamse Islamitische Vereniging (S.I.V.) met afdelingen in geheel Suriname. Als eerste Brits-Indische immigrant werd hij door Koningin Wilhelmina onderscheiden in de Orde van Oranje-Nassau. Asgar trad in de voetsporen van zijn vader en werd voorzitter van de Jamiatul Uluma (Raad van Wijzen) van de S.I.V. In die hoedanigheid heeft hij de emancipatie van moslimvrouwen bevorderd, door hun toe te staan deel te nemen aan gebedsdiensten in de moskee. Hij richtte op 27 juli 1935 de N.V. tot Exploitatie van Bioscopen 'Gebroeders Karamat Ali' op.
Hij was werkzaam bij de notaris J.A. de Miranda die eveneens Statenlid was. Nadat dat notariaat in 1949 failliet ging, werd hij in 1950 in hoger beroep veroordeeld tot een gevangenisstraf van anderhalf jaar terwijl ex-notaris De Miranda in hoger beroep veroordeeld werd tot een gevangenisstraf van drieënhalf jaar.

## Politiek
Voor 1948 heeft Suriname het census- en capaciteitskiesrecht gekend en dus was slechts de kleine elite vertegenwoordigd in de Staten. Deze leden werden gekozen door personen die een zekere mate van schoolonderwijs hadden genoten en door belastingbetalers. De arme Aziatische immigranten waren niet vertegenwoordigd in de Staten.  
In 1936 werd het kiesstelsel gewijzigd en voortaan werden 10 leden gekozen en 5 leden door de gouverneur benoemd. 
Namens de moslimbevolking werd hij op 7 april 1942 benoemd als lid van de Staten van Suriname.
In mei 1946 werd door hem Surinames eerste politieke partij, de Moeslim Partij, opgericht, waarvan hij de voorzitter werd.
Deze partij was actief in het bevorderen van algemeen kiesrecht en het vertolken van de belangen van de Hindoestaanse en Javaanse moslims.
Van 27 januari tot 18 maart 1948 werd in Den Haag de Eerste Ronde Tafel Conferentie gehouden.
Namens de moslims werd hij aangewezen als lid van de Surinaamse delegatie.
Omdat de NPS afgevaardigden dreigden de invoering van algemeen kiesrecht te torpederen vroeg hij telegrafisch vanuit Den Haag aan de HJPP en PSV een massa demonstratie te organiseren ter ondersteuning van de eis van de Moeslim Partij en de PSV (de HJPP was niet vertegenwoordigd bij de RTC). 
Op zondag 7 maart 1948 stromen bijkans 15000 districts- en stadsbewoners het terrein van Nederlands Guyana Voetbal Bond (NGVB/Patronaat) binnen.  Pater Weidmann,  Sheikh Mohamed Jamaludin en Jagernath Lachmon voerden het woord en riepen de aanwezigen op tot steun. 
Onder de indruk van deze massale opkomst overstemden de leden van de Nederlandse Tweede Kamer op het punt van algemeen kiesrecht de afgevaardigden van de NPS en zo werd bij staatsregeling het algemeen kiesrecht voor mannen en vrouwen ingevoerd.
Na terugkeer uit Nederland werd te zijnen huize besloten tot oprichting van de Verenigde Hindostaanse Partij met Lachmon als voorzitter en hij als ondervoorzitter. Tussen hem en Jagernath Lachmon heeft altijd een hechte politieke en vriendschapsband bestaan.